# Tori Penso
Mary Victoria Penso (de soltera Hancock; Estados Unidos - 8 de julio de 1986) es una árbitra de fútbol estadounidense internacional desde 2021. En 2020, se convirtió en la primera mujer en arbitrar un partido de la temporada regular de la Major League Soccer en 20 años.

## Carrera
Se crió en Stuart, Florida, y comenzó a arbitrar en la escuela secundaria junto a sus hermanos mayores. Fue invitada a un campamento de árbitros del Programa de Desarrollo Olímpico en Alabama a la edad de 18 años. Penso se graduó de la Universidad Estatal de Florida en 2008 con un título en marketing digital. Trabajó en marketing para Coca-Cola y Red Bull hasta que se mudó a Ohio para obtener una Maestría en Administración de Empresas en 2015 de la Universidad Case Western Reserve.
Se unió a la Federación de Fútbol de los Estados Unidos como árbitro en 2013 y fue asignado a torneos universitarios femeninos y más tarde a la Liga Nacional de Fútbol Femenino (NWSL). Después de la Copa Adidas Generación 2019, fue invitada a unirse al programa de desarrollo PRO2 de la Organización de Árbitros Profesionales. Más tarde, se desempeñó como asistente o cuarto árbitro en varios partidos de la Major League Soccer (MLS) y del campeonato de la USL, además de asignaciones en la NWSL.
En enero de 2020, fue designado director general de la Asociación Nacional de Oficiales de Fútbol Intercolegial. El 25 de septiembre de 2020, se convirtió en la novena mujer en arbitrar un partido de la MLS y la primera desde Sandy Hunt en mayo de 2000.
El 2 de junio de 2021 se convirtió en la primera mujer en arbitrar un juego válido por la Clasificación de Concacaf para la Copa Mundial de Fútbol de 2022.
El 23 de septiembre de 2021 se convirtió en la primera mujer en arbitrar un partido de Liga Concacaf, entre Santos de Guápiles y Plaza Amador, de la ronda de octavos de final. En la última edición de esta competencia, en 2022, volvió a hacer historia, pero esta vez, arbitrando un juego de cuartos de final entre Alianza Fútbol Club (El Salvador) y Liga Deportiva Alajuelense.

## Vida personal
Penso está casada con Chris Penso, árbitro de la MLS desde hace tiempo. Tienen tres hijas. Además de arbitrar, Penso imparte un curso en la Universidad del Sur de Florida sobre redes sociales y deportes.

### Torneos de clubes
Ha arbitrado en los siguientes torneos de clubes:
- Major League Soccer
- Liga Concacaf 2021
- Liga Concacaf 2022
- Copa Centroamericana de Concacaf 2024

### Torneos de selecciones
Ha arbitrado en los siguientes torneos de selecciones nacionales:
- Copa SheBelieves 2021
- Clasificación de Concacaf para la Copa Mundial de Fútbol de 2022
- Campeonato Femenino Sub-20 de la Concacaf de 2022
- Campeonato Femenino de la Concacaf de 2022
- Torneo Maurice Revello de 2022
- Copa Mundial Femenina de Fútbol Sub-20 de 2022
- Copa Mundial Femenina de Fútbol de 2023